# Freeware
Ne doit pas être confondu avec Logiciel libre, Open source ou Shareware.
Un logiciel gratuit, gratuiciel, ou freeware est un logiciel propriétaire distribué gratuitement sans toutefois conférer à l'utilisateur certaines libertés d'usage,, associées au logiciel libre. Les termes « gratuiciel » ou « logiciel gratuit », dont l'usage est préconisé par la Commission d'enrichissement de la langue française en France, sont des traductions du mot anglais freeware, qui est une contraction de free (gratuit) et software (logiciel) — contraction qui prête à confusion en anglais avec free software qui désigne en anglais un logiciel libre.
Un logiciel gratuit peut fonctionner gratuitement pour une durée de temps illimitée. L'auteur d'un logiciel gratuit pourrait limiter les droits de copie et/ou de distribution de son logiciel. En tant que logiciel propriétaire le principe de la gratuité peut être une stratégie de marketing fondée sur des revenus indirects (support, produits liés…) plutôt que sur la vente du logiciel.

## Histoire
Selon la Free Software Foundation, le terme « freeware » est souvent utilisé dans les années 1980 pour distribuer des programmes seulement en exécutable, sans fournir le code source.

## Motivations
Dans les années 1970, les logiciels étaient distribués avec le matériel et n'étaient pas considérés comme une marchandise vendable. Cela résultait de la forte dépendance qui existait entre le logiciel, généralement écrit en langage machine comme l'assembleur, et le matériel. L'apparition de langages informatiques portables, tels que le C, mirent fin à ce couplage, car un même code source pouvait désormais servir à générer des programmes capables de s'exécuter sur différents types d'ordinateurs. Dès lors, vendre du logiciel devint une activité spécialisée et lucrative.
La distribution gratuite de logiciel présente un intérêt évident pour les grands acteurs du monde logiciel. Il peut s'agir dans un cas, de distribuer gratuitement un logiciel aux fonctions réduites (on parle parfois de "freemium"), sous la forme d'un produit d'appel, pour inciter une partie des utilisateurs à utiliser la version payante ou d'autres produits du même éditeur. La distribution gratuite peut aussi être réalisée dans le but de créer une dépendance aux produits de l'éditeur ou dans le but de devenir un standard de facto. C'était le cas avec la distribution du lecteur de contenu Flash.[réf. souhaitée]
Dans le cas de développement réalisé par des amateurs éclairés, la distribution gratuite du logiciel est une nécessité, du moins dans un premier temps, pour s'assurer de la propagation du logiciel. Ces auteurs de gratuiciel ne peuvent pas se permettre, s'ils veulent que leur logiciel soit utilisé, de le faire payer et peuvent préférer de demander par exemple des dons.

## Terminologie
En France, la Commission d'enrichissement de la langue française conseille d'employer « logiciel gratuit ».
Au Québec, « gratuiciel » est le terme recommandé par l'Office québécois de la langue française pour remplacer l'anglais freeware. Les termes « logiciel gratuit » et « graticiel » sont également reconnus par l'organisme.
Il ne faut pas confondre logiciel gratuit (freeware) ou gratuiciel (idem) et partagiciel (shareware) qui permet d'utiliser le logiciel complet ou bridé gratuitement mais pendant une durée déterminée : un logiciel de traitement de texte pourrait par exemple interdire la sauvegarde des fichiers créés, ou fonctionner uniquement pendant les deux mois qui suivent son installation. Le gratuiciel et le partagiciel sont cependant tous deux des logiciels commerciaux. Il faut aussi distinguer le logiciel gratuit du logiciel libre. Le logiciel libre est non seulement souvent gratuit (mais pas toujours, bien que cela soit très rare), mais offre en outre des libertés que la gratuité ne prend pas en compte. Le logiciel gratuit est presque toujours diffusé sans les sources du programme, à l'inverse le logiciel libre est également à "code source ouvert" (open source). Sa modification ou la redistribution de versions améliorées sont donc impossibles. La licence de distribution peut être restrictive (pas de diffusion sur cédérom, ou uniquement sur certains sites internet). La FSF recommande d'éviter d'employer le terme « gratuiciel » comme synonyme de logiciel libre.
Le terme Free and open-source software (F/OSS, FOSS) est aussi synonyme d'Open source gratuit et Free/libre/open-source software (FLOSS) synonyme de logiciel libre.

## Exemples
Ces logiciels comprennent des limitations particulières, indiquées entre parenthèses, en plus de posséder les limitations habituelles du logiciel propriétaire.
- AVG Anti-Virus : antivirus (limité à une utilisation individuelle et non-commerciale, le pare-feu n'est pas disponible dans la version gratuite)
- Avast : antivirus
- Adaware SE : anti-espion (ne contient pas l'analyse en temps réel de la version Adaware PLUS)
- DAEMON Tools : émulateur de lecteur CD
- Konvertor : Visualiseur et convertisseur pour tout type de fichier
- Spybot : anti-logiciel espion
- Microsoft Edge: navigateur web
- Wikiwand, consultation de Wikipédia